# Новинское сельское поселение (Карелия)
Нови́нское сельское поселение — муниципальное образование в Кондопожском районе Республики Карелия Российской Федерации. Административный центр — деревня Улитина Новинка.

## Население
| 2009 | 2010 | 2012 | 2013 | 2014 | 2015 | 2016 |
| ---- | ---- | ---- | ---- | ---- | ---- | ---- |
| 256  | ↗260 | ↘254 | ↘224 | ↘205 | ↘185 | ↘181 |
| 2017 | 2018 | 2019 | 2020 | 2021 | 2023 |      |
| ↘173 | ↘162 | ↘160 | ↘158 | ↗263 | ↘248 |      |

## Населённые пункты
В состав сельского поселения входит 10 населённых пунктов:
| №  | Населённый пункт  | Тип населённого пункта | Население |
| -- | ----------------- | ---------------------- | --------- |
| 1  | Большое Гангозеро | деревня                | ↘4        |
| 2  | Голышева Новинка  | деревня                | ↘5        |
| 3  | Горка             | деревня                | ↘28       |
| 4  | Еркоева Новинка   | деревня                | →2        |
| 5  | Кулмукса          | деревня                | →32       |
| 6  | Лукин Наволок     | деревня                | ↗1        |
| 7  | Малое Гангозеро   | деревня                | →7        |
| 8  | Подгорная         | деревня                | ↘12       |
| 9  | Улитина Новинка   | деревня                | ↘133      |
| 10 | Чеболакша         | деревня                | →0        |